# Đạo luật Hôn nhân Sửa đổi (Định nghĩa và Tự do Tôn giáo) 2017
Đạo luật Hôn nhân Sửa đổi (Định nghĩa và Tự do Tôn giáo) 2017 (tiếng Anh: Marriage Amendment (Definition and Religious Freedoms) Act 2017) là Đạo luật của Quốc hội Úc, điều chỉnh hôn nhân đồng giới ở Úc bằng cách sửa đổi Đạo luật Hôn nhân năm 1961 để cho phép kết hôn giữa hai người trong độ tuổi kết hôn, bất kể giới tính của họ.
Được đề xuất là một dự luật của thành viên tư nhân do Thượng nghị sĩ Tây Úc Dean Smith thuộc đảng Tự do theo Khảo sát Bưu điện Australia, Luật thông qua Nghị viện vào ngày 7 tháng 12 năm 2017. Dự luật được Quốc hội Úc thông qua vào ngày hôm sau và có hiệu lực vào ngày 9 tháng 12 năm 2017.

## Bối cảnh
Luật hôn nhân đồng giới đã được trình lên Quốc hội Úc trong 22 lần từ tháng 9 năm 2004 đến tháng 5 năm 2017, mặc dù mỗi lần luật pháp không thông qua Hạ viện hoặc Thượng viện. Những nỗ lực này theo sau sửa đổi năm 2004 của Chính phủ Howard về Luật Hôn nhân quy định rõ ràng hôn nhân chỉ là một sự kết hợp giữa một người đàn ông và một người phụ nữ và cấm việc công nhận hôn nhân đồng tính được tiến hành một cách hợp pháp ở các cơ quan có thẩm quyền nước ngoài. Trước khi hợp pháp hóa hôn nhân đồng tính, quan hệ đồng giới chỉ có thể được coi là những kết hợp thực tế theo luật liên bang. Các tổ chức này cung cấp cho các cặp vợ chồng có phần lớn, mặc dù không phải tất cả, các quyền hợp pháp của hôn nhân, mặc dù các quyền này có thể khó khẳng định và không phải lúc nào cũng được công nhận trên thực tế.

## Cuộc khảo sát bưu chính

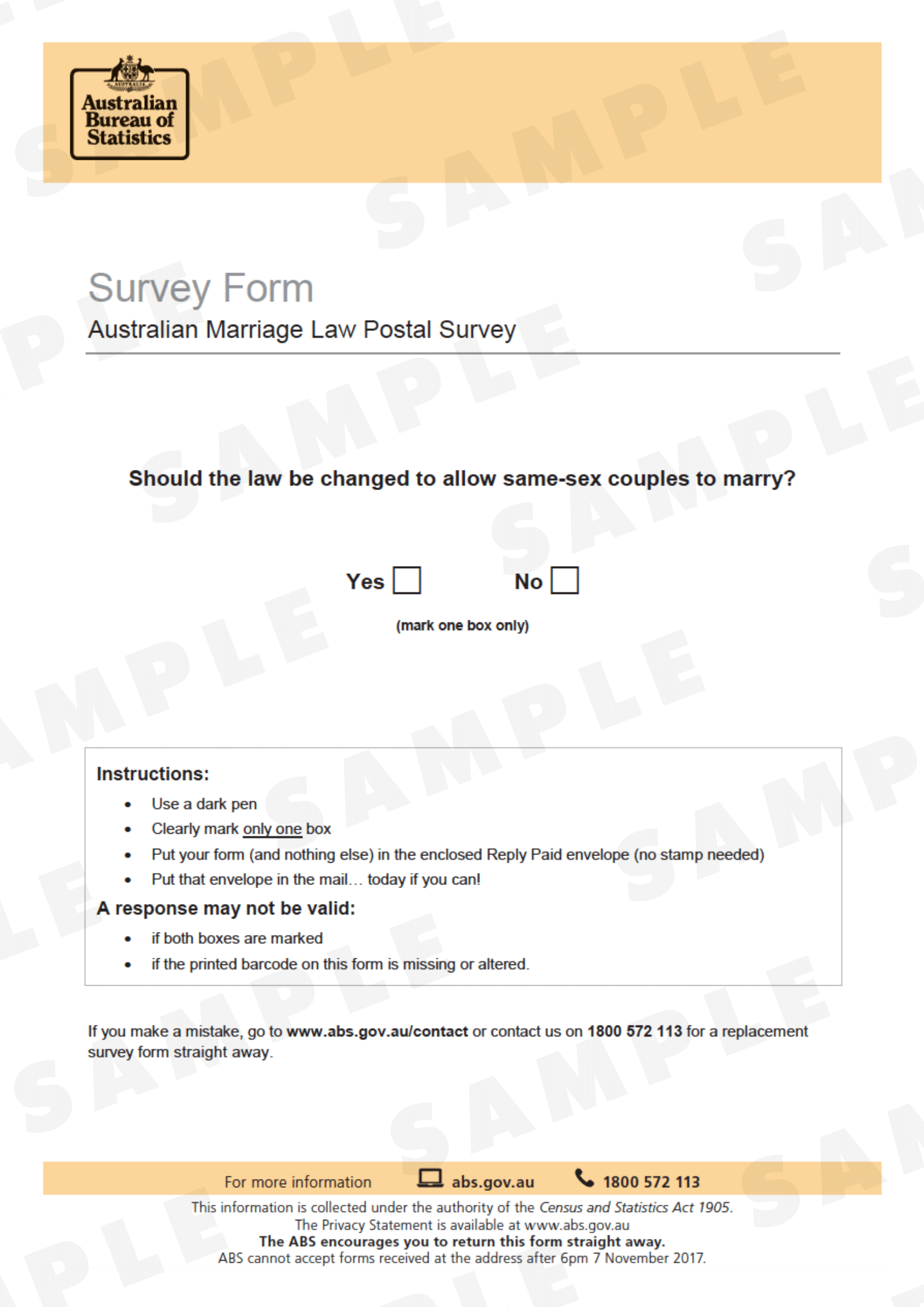
Mẫu phiếu khảo sát

Chính phủ Tự do Turnbull đã tham gia tranh cử liên bang vào tháng 7 năm 2016 hứa hẹn đặt vấn đề hôn nhân đồng giới vào cuộc bỏ phiếu toàn quốc, dưới hình thức trưng cầu dân ý. Mặc dù đã giành chiến thắng trong cuộc bầu cử, nhưng chính phủ lại không thể thông qua đạo luật để thành lập cuộc trưng cầu dân ý ở Thượng viện và cuối cùng quyết định tiến hành một cuộc khảo sát bưu chính tự nguyện của tất cả người dân Úc trên danh sách cử tri. Thủ tướng Malcolm Turnbull cam kết chính phủ sẽ tạo điều kiện thuận lợi cho việc thông qua dự luật của một thành viên tư nhân trong trường hợp có kết quả "Có" trong việc tán thành hôn nhân đồng tính, xảy ra khi kết quả điều tra được Cục Thống kê Australia Ngày 15 tháng 11 năm 2017.

### Dự luật của Dean Smith
Vào ngày kết quả bưu chính được công bố, Thượng nghị sĩ Đảng Dân chủ Dean Smith, một nghị sỹ ngồi hàng ghế sau công khai đồng tính trong chính phủ, đã đưa ra đề xuất Sửa đổi 2017 (Định nghĩa và Tự do Tôn giáo) vào Thượng viện. Dự luật của Smith đã được công khai hồi tháng Tám, trong nỗ lực nội bộ chia rẽ trong Đảng Tự do để thay đổi chính sách và bỏ phiếu về luật hôn nhân đồng tính mà không cần tiến hành bỏ phiếu toàn quốc.
Bản thân dự luật này là kết quả của nỗ lực của nhiều đảng liên quan sau khi báo cáo một ủy ban của Thượng viện vào tháng 2 năm 2017 để điều tra xem luật hôn nhân đồng giới với các quyền tự do tôn giáo được kết hợp trong đó có thể hoạt động như thế nào.
Vài tháng sau, Smith xuất bản dự thảo dự thảo luật sau này được đưa ra vào tháng 11 năm ngoái. Dự luật được chính thức đưa vào Nghị viện và đọc lần đầu tiên vào ngày 15 tháng 11 năm 2017. Đứng đầu trong cuộc cải cách của dự luật là sửa đổi định nghĩa từ "hôn nhân" trong Đạo luật Hôn nhân, thay thế cho "một người đàn ông và một người phụ nữ" với "một sự kết hợp của 2 người", cũng như việc bãi bỏ Mục 88EA của Đạo luật , trong đó cấm việc nhận thức hôn nhân đồng giới được pháp luật đưa vào các cơ quan có thẩm quyền nước ngoài. Điều này có nghĩa là các cặp vợ chồng đồng tính kết hôn ở nước ngoài tự trị sẽ tự động kết hôn của họ được công nhận ở Úc. Theo đề nghị của báo cáo của Ủy ban Thượng viện, dự luật này tạo ra một loại lễ cưới mới ở Úc, "người tổ chức hôn lễ tôn giáo", người được bảo vệ khỏi bị yêu cầu phải trang trọng cho bất cứ cuộc hôn nhân nào. Ngoài ra, các cơ quan tôn giáo và các tổ chức được thành lập với mục đích tôn giáo được miễn là phải cung cấp cơ sở vật chất, hàng hoá hoặc dịch vụ cho một cuộc hôn nhân mâu thuẫn với đức tin của họ. 
Thuật ngữ trong dự luật, cụ thể là từ "2 người" đối với định nghĩa "hôn nhân", làm giảm bớt mối quan tâm của một số tổ chức chuyển đổi giới tính và chuyển đổi. Các nhóm này đã bày tỏ mối quan tâm trong quá khứ rằng một dự luật hôn nhân đồng giới có thể không bao gồm thuật ngữ này, mà chỉ đề cập đến hôn nhân "cùng giới tính", có khả năng kéo dài sự bất lực của một số người chuyển giới và người chuyển giới để kết hôn. Điều này đã được quan tâm khi Lãnh thổ Thủ Đô Úc soạn thảo luật hôn nhân đồng tính vào năm 2013. Dự luật giải quyết các mối quan ngại này bằng cách định nghĩa hôn nhân ở Úc theo các điều khoản trung lập về giới; "sự kết hợp của 2 người". [15]
Dù được giới thiệu bởi Smith, dự luật đã được đồng tài trợ bởi tám thượng nghị sĩ khác; Linda Reynolds, Penny Wong (Lao động), Louise Pratt (Lao động), Richard Di Natale (Xanh), Janet Rice (Greens), Skye Kakoschke-Moore (Nhóm Nick Xenophon), Derryn Hinch (Đảng Công lý) và Jane Hume (Tự do).

### Sửa đổi đề xuất
Có một số bất đồng ý kiến chưa được giải quyết bởi các nhà chính trị ủng hộ kết quả "Không" trong cuộc khảo sát bưu chính về việc liệu có nên thêm bảo vệ tôn giáo nữa vào dự luật Smith như là một sửa đổi tại thời điểm này hay liệu một dự luật sau này cho mục đích này cần được xem xét hay không. Trong Thượng viện, một số chính trị gia tìm cách kết hợp các sửa đổi nhằm mục đích bảo vệ tôn giáo, tận tâm và bảo vệ khác, trong các lĩnh vực liên quan đến hôn nhân, lớp học và tổ chức. Tất cả những sửa đổi như vậy đã bị Thượng nghị viện bác bỏ. Những sửa đổi tương tự đã được tìm kiếm bởi các nghị sĩ Andrew Hastie và Michael Sukkar trong Hạ viện, như đưa ra hai định nghĩa về hôn nhân (cả hôn nhân và hôn nhân hai người) và mở rộng các miễn trừ luật chống phân biệt đối xử cho các tổ chức tôn giáo và tận tâm phản đối. Tất cả những sửa đổi như vậy cũng bị Hạ Viện Hạ Nghị Viện đồng ý.